# Informationsdienst für den öffentlichen Verkehr
LITRA - Servizio Informazioni per il Trasporto Pubblico (abbreviato Litra, ortografia: LITRA) è un'associazione con sede a Berna. 
LITRA è la piattaforma per la politica dei trasporti in Svizzera e il referente per ottenere informazioni concrete e fondate sui trasporti pubblici in Svizzera. LITRA offre ai suoi membri importanti opportunità di contatto con i decisori. Inoltre, informa i membri, i politici, ma anche i media, le autorità, la scienza e il pubblico in generale sulle questioni, gli sviluppi e gli eventi di attualità che interessano la politica dei trasporti. LITRA prende posizione riguardo alle questioni centrali della politica dei trasporti e in ogni sessione esamina i temi più importanti in materia. 

## Storia
La Litra è stata fondata nel 1935 come Ligue suisse pour l'organisation rationelle du trafic nell'ambito della campagna referendaria sull'iniziativa per la distribuzione del traffico. Il suo scopo era quello di “supportare le autorità nella tutela delle infrastrutture di trasporto appartenenti all’intera popolazione”. Il consiglio di amministrazione era composto dai deputati borghesi del Consiglio degli Stati Hans Käser (presidente) e Bernard de Weck (vicepresidente), nonché dal consigliere nazionale del BGB (Bauern-, Gewerbe- und Bürgerpartei, oggi UDC) Hans Tschumi. L'associazione è stata ribattezzata nel 1977 Servizio Informazioni per il trasporto pubblico LITRA.
L'associazione è stata pioniera nella politica dei trasporti: Già nel 1960, cioè la progettazione del Rete stradale nazionale era appena stata completata, ma chiedeva un “concetto globale per la politica svizzera dei trasporti” per prevenire i problemi di traffico. Nel contesto del «Dibattito sul deperimento forestale», negli anni '80, la Litra ha criticato la costante crescita del traffico stradale, considerandone le emissioni una causa di grave entità. Ha quindi profuso un grande impegno per l'introduzione di una tassa sul traffico pesante e di una vignetta autostradale. 
Negli anni '90 la Litra si è sempre più impegnata a favore di una politica dei trasporti ecologica, osservando con preoccupazione la costante crescita del trasporto merci su strada. Da un lato, temeva la perdita di importanza delle FFS e quindi perdite finanziarie per la collettività. Dall’altro, era preoccupata per l’impatto negativo sulla salute della popolazione e sulla natura causato dai gas di scarico. 

## Obiettivi
Da oltre 80 anni LITRA è impegnata nel settore dei trasporti pubblici in Svizzera. Insieme ai suoi oltre 200 membri, LITRA si impegna per la creazione di condizioni quadro favorevoli per i trasporti pubblici, un sistema svizzero di trasporto pubblico efficiente e integrato e un'industria dei trasporti innovativa. 

## Servizi
L'associazione diffonde informazioni su questioni e tematiche relative al trasporto pubblico, prende posizione sui problemi legati ai trasporti e partecipa a Procedura di consultazione in particolare nel caso di  progetti legislativi in materia. 
LITRA offre inoltre ai suoi membri i seguenti servizi: attività politica, consulenza sulla politica dei trasporti, fatti sul trasporto pubblico, anteprime delle sessioni, servizio di informazione, dati sul traffico, studi, eventi nell’ambito delle sessioni, viaggi informativi. 

## Membri
Più di 200 membri sostengono la LITRA e beneficiano dell'ampia rete per i professionisti del trasporto pubblico nei seguenti settori: 
- Edilizia e industria
- Consulenza, ingegneria e servizi
- Produttori di materiale rotabile e di autobus, industria delle forniture
- Aziende di trasporto
- Associazioni, cantoni, istituti

## Organi dell'associazione
La LITRA ha un consiglio di amministrazione che gode di un ampio sostegno, nel quale siedono complessivamente 50 politici e rappresentanti dei membri. I membri più importanti si riuniscono anche nel Comitato Esecutivo e prendono decisioni strategiche. Il presidente assume la rappresentanza di LITRA verso l’esterno, guida i nostri eventi e rappresenta politicamente gli interessi dei nostri membri. L'ufficio di LITRA è composto da tre persone. Una commissione finanziaria indipendente controlla il bilancio e i conti annuali di LITRA. 

## Fatti sul trasporto pubblico
Che ruolo svolgono i trasporti pubblici in Svizzera? La LITRA pubblica importanti statistiche sul traffico nei dati sul traffico LITRA, rapporti scientifici dettagliati sui trasporti pubblici nella Serie gialla, dati di utilizzo attuali nel rapporto trimestrale e documentazione dettagliata dell'attività politica nel rapporto annuale. 

## Premio LITRA
In occasione del suo 75º anniversario nel 2011, LITRA ha creato un premio per il lavoro scientifico: il Premio LITRA. Il premio si rivolge a tutti gli studenti delle università e delle scuole universitarie svizzere che dedicano la loro tesi di laurea o il master al tema «trasporti pubblici» e «mobilità». 
Con il Prix LITRA, LITRA promuove i giovani talenti del trasporto pubblico e mira a stimolare l'interesse per il settore e una riflessione su temi di attualità. Particolarmente apprezzati sono i lavori su questioni attinenti alla pianificazione del territorio, alla sostenibilità climatica dei trasporti, alle tariffe, alla progettazione e al migliore utilizzo delle infrastrutture. Il Premio LITRA è volutamente interdisciplinare. 
Ogni anno la LITRA premia tre tesi di laurea con una ricompensa di 3.000 franchi svizzeri. 